# 大畑山 (高知市)
大畑山（おおはたやま）は、高知県高知市にある山である。正しい読み方は「おおはたやま」だが、「おおばたけやま」と読まれることがある。

## 概要
標高は143.8m。大膳神社や高知市内などを望むことが出来る。北西には高知港、南西には浦戸湾があり西麓の海岸線を市街から桂浜へ通じる高知県道35号桂浜宝永線が通る。東には大畑山トンネルが南北に貫き、高知県道376号高知南インター線が通る。東から南にかけての麓には、高知医療センター、高知県立大学池キャンパス、高知市立十津小学校などの医療機関や学校施設がある。